# Powerledger
Powerledger (POWR) ist eine 2016 gegründete australische blockchainbasierte Kryptowährungs- und Energiehandelsplattform, die den dezentralen Verkauf und Kauf von erneuerbaren Energien ermöglicht. Die Plattform bietet Verbrauchern Zugang zu einer Vielzahl von Energiemärkten weltweit und soll auf verschiedene Energieinfrastrukturen und Regulierungen skalierbar sein. Der Markt basiert auf einem Dual-Token-Ökosystem, das auf zwei Blockchain-Layern, POWR und Sparkz, operiert. POWR-Token ermöglichen Verbrauchern und Gastgebern, die Energie bereitstellen, eine Schnittstelle mit dem Ökosystem und werden durch die Smart-Bond-Technologie geschützt. POWR-Token können in Sparkz-Token umgewandelt werden, die für reibungslose Transaktionen auf dem Energieaustauschmarkt verwendet werden können. Das anfängliche ICO für POWR-Token wurde mit einer Fundingsumme von 34 Millionen US$ zum größten Crowdfundingprojekt in Australien und zum 14. höchsten der Welt.
Jeweils im August und Dezember 2019 erfolgte eine Partnerschaft mit einem japanischen Kraftwerksbetreiber.
Im Januar 2020 kaufte Power Ledger ein 250 Kilowatt starkes Photovoltaik-System, das ein blockkchainbasiertes Datenmanagement- und Abrechnungssystem nutzen wird.